# Linfogranuloma venéreo

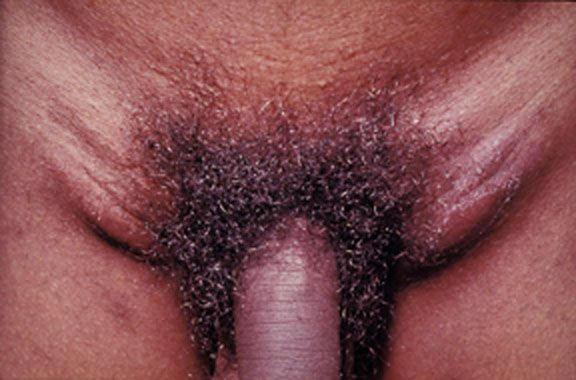
Linfogranuloma inguinal bilateral, um sintoma da fase secundaria.

O linfogranuloma venéreo (LGV) é uma infecção sexualmente transmissível causada pela bactéria Chlamydia trachomatis. Caracteriza-se pelo aparecimento de uma lesão genital (lesão primária) e que se apresenta como uma ulceração (ferida) ou como uma pápula (elevação da pele). Seu período de incubação varia de 7 a 30 dias. A transmissão mais frequente dá-se através da relação sexual. O reto de pessoas cronicamente infectadas é reservatório de infecção.

## Sinonímia
A doença (IST) é conhecida por diversos nome, dentre eles:
- Doença de Nicolas-Favre
- Mula-sem-cabeça
- Bubão
- Bubão climático
- Bubão escrofuloso
- Bubão d' emblé
- Linfogranuloma inguinal
- Quarta moléstia venérea
- Poroadenite inguinal
- Supurada inguinal
- Linfogranulomatose inguinal subaguda
- Úlcera venérea adrenógena

## Sinais e Sintomas
Primeira fase
A primeira fase do linfogranuloma venéreo caracteriza-se pelo aparecimento de uma lesão genital indolor de curta duração (de três a cinco dias), vários dias após a infecção (de três a doze dias) que se apresenta como uma pequena ferida (úlcera) ou como uma elevação da pele (pápula). Essa lesão é passageira e frequentemente (66%) passa despercebida pelos pacientes.
Em 10% dos casos desencadeia um eritema nodoso.
Segunda fase
Após um período de duas a seis semanas, surge um inchaço doloroso dos gânglios de uma das virilhas, denominado bubão ou linfogranuloma, que é mais perceptível nos homens. Se esse inchaço não for tratado adequadamente, evolui para o rompimento espontâneo e formação de feridas que drenam pus.
Entre a contaminação e o surgimento do bubão, podem ocorrer sintomas gerais discretos, como febre e dores musculares e articulares.
Devido à fibrose dos gânglios e consequente dificuldade de drenagem linfática, pode ocorrer a elefantíase dos órgãos genitais. Na mulher, o comprometimento de gânglios ao redor do reto pode levar ao estreitamento retal.
Complicações
- Elefantíase do pênis, escroto, vulva.
- Proctite (inflamação do reto) crônica.
- Estreitamento do reto.

## Diagnóstico
O diagnóstico se baseia na suspeita clínica, na epidemiologia e na exclusão de outras causar para os sintomas presentes como proctocolite, linfadenopatia inguinal ou úlceras genitais ou retais. Esfregado com cotonete das lesões genitais, retais ou aspirado dos linfonodos podem ser testadas para C. trachomatis para cultivo, imunofluorescência direta ou detecção de ácido nucleico (NAAT).

## Tratamento
Para o tratamento são utilizados medicamentos à base de antibióticos que, entretanto, não revertem sequelas, tais como o estreitamento do reto e a elefantíase dos órgãos sexuais. Quando necessário, também é feita a aspiração do bubão inguinal. O(s) parceiro(s) também deve(m) ser tratado(s).

## Prevenção
A prevenção é feita através do uso do preservativo e da higienização dos órgãos sexuais após o coito.